# Šanov (Červená Voda)
Šanov (německy Schönau) je vesnice, část obce Červená Voda v okrese Ústí nad Orlicí. Nachází se asi 2 km na severovýchod od Červené Vody. V roce 2009 zde bylo evidováno 73 adres. V roce 2001 zde trvale žilo 121 obyvatel.
Šanov leží v katastrálním území Šanov u Červené Vody o rozloze 2,61 km2.

## Historie
První písemná zmínka o obci pochází z roku 1278.
| Rok            | 1869 | 1880 | 1890 | 1900 | 1910 | 1921 | 1930 | 1950 | 1961 | 1970 | 1980 | 1991 | 2001 | 2011 | 2021 |
| -------------- | ---- | ---- | ---- | ---- | ---- | ---- | ---- | ---- | ---- | ---- | ---- | ---- | ---- | ---- | ---- |
| Počet obyvatel | 922  | 905  | 898  | 765  | 778  | 586  | 564  | 287  | 268  | 208  | 151  | 133  | 121  | 121  | 113  |

## Pamětihodnosti
- Socha sv. Jana Nepomuckého stojí proti čp. 108

## Fotogalerie

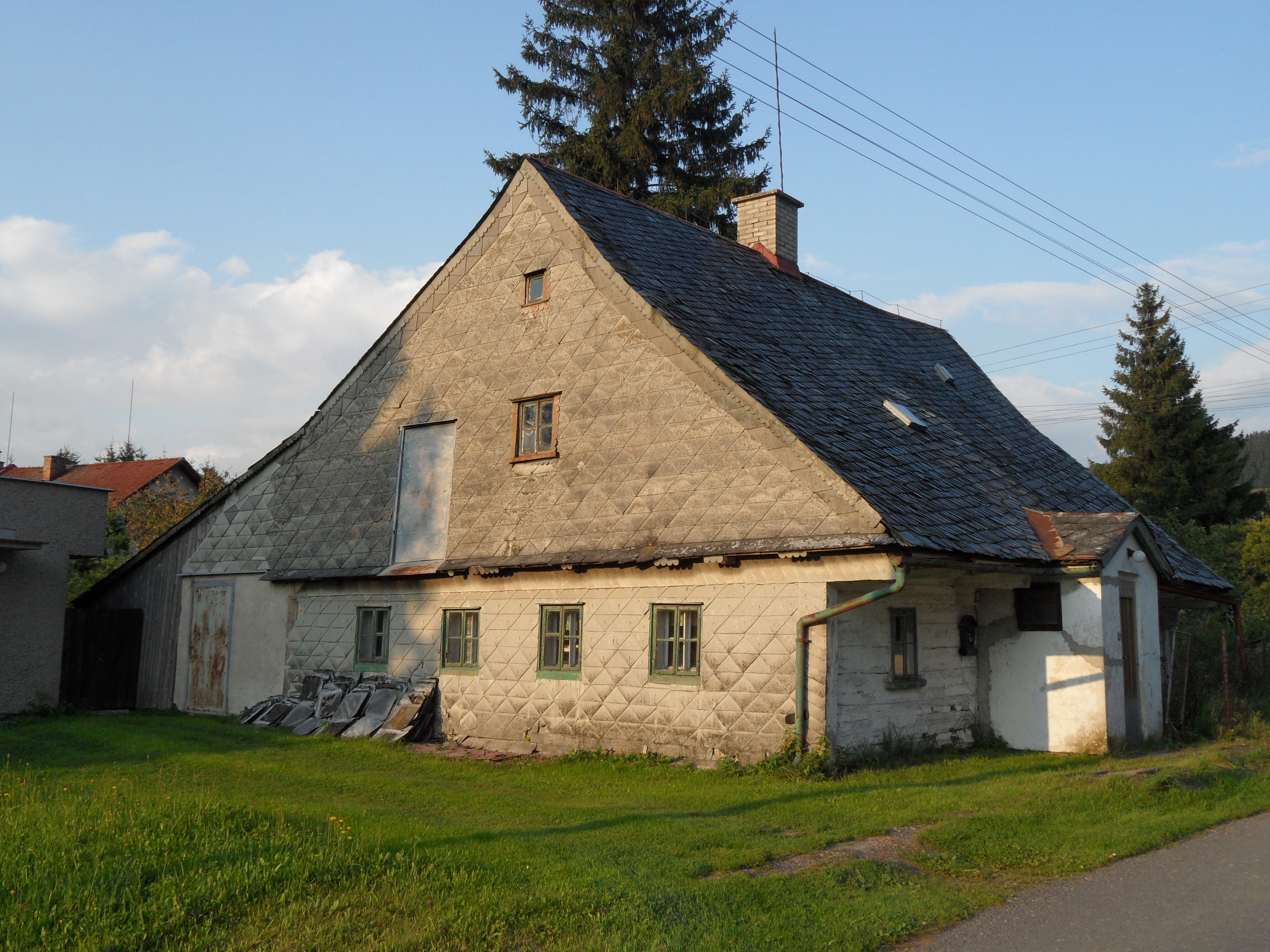
Stará chalupa
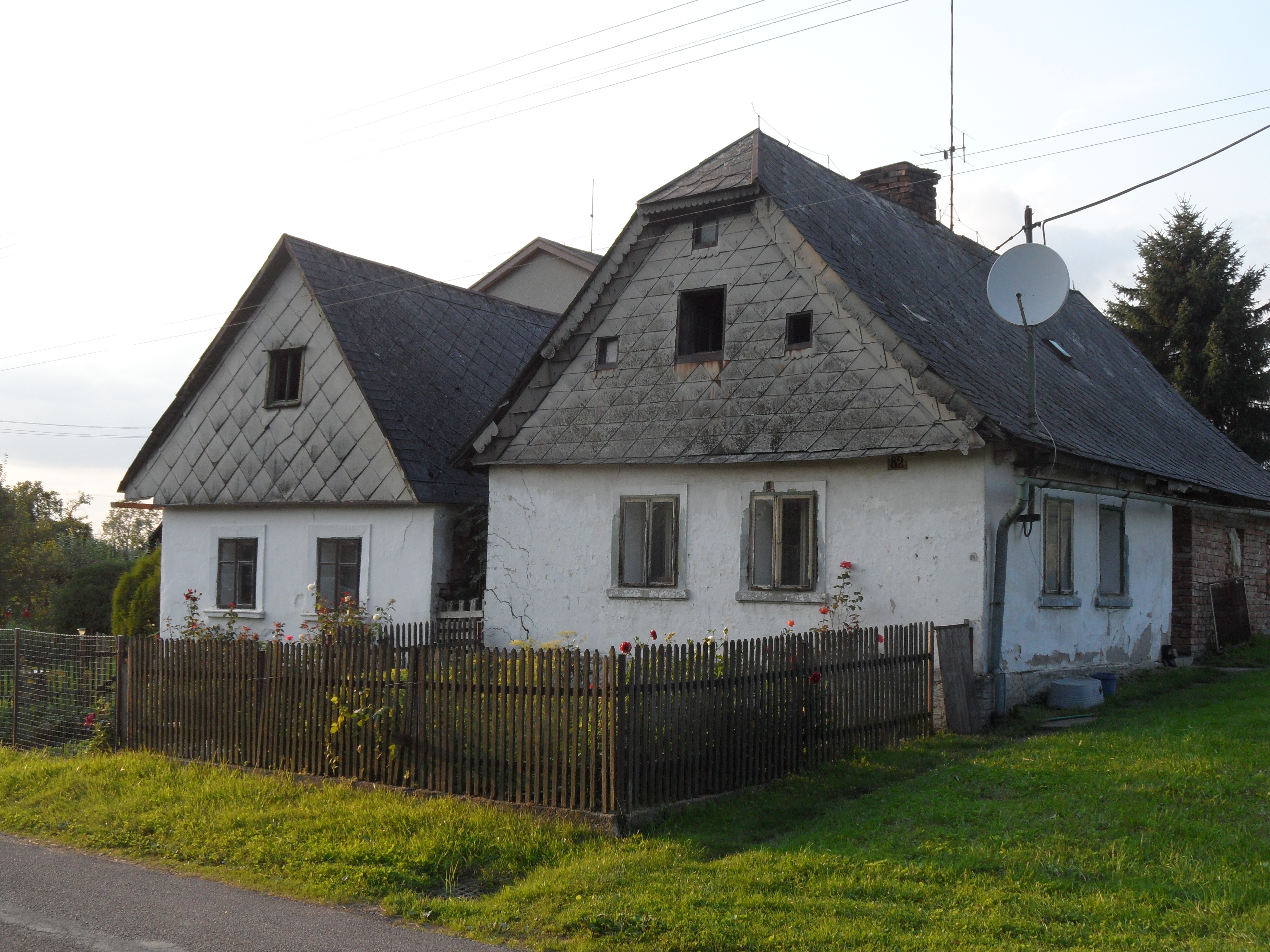
Dvojice chalup
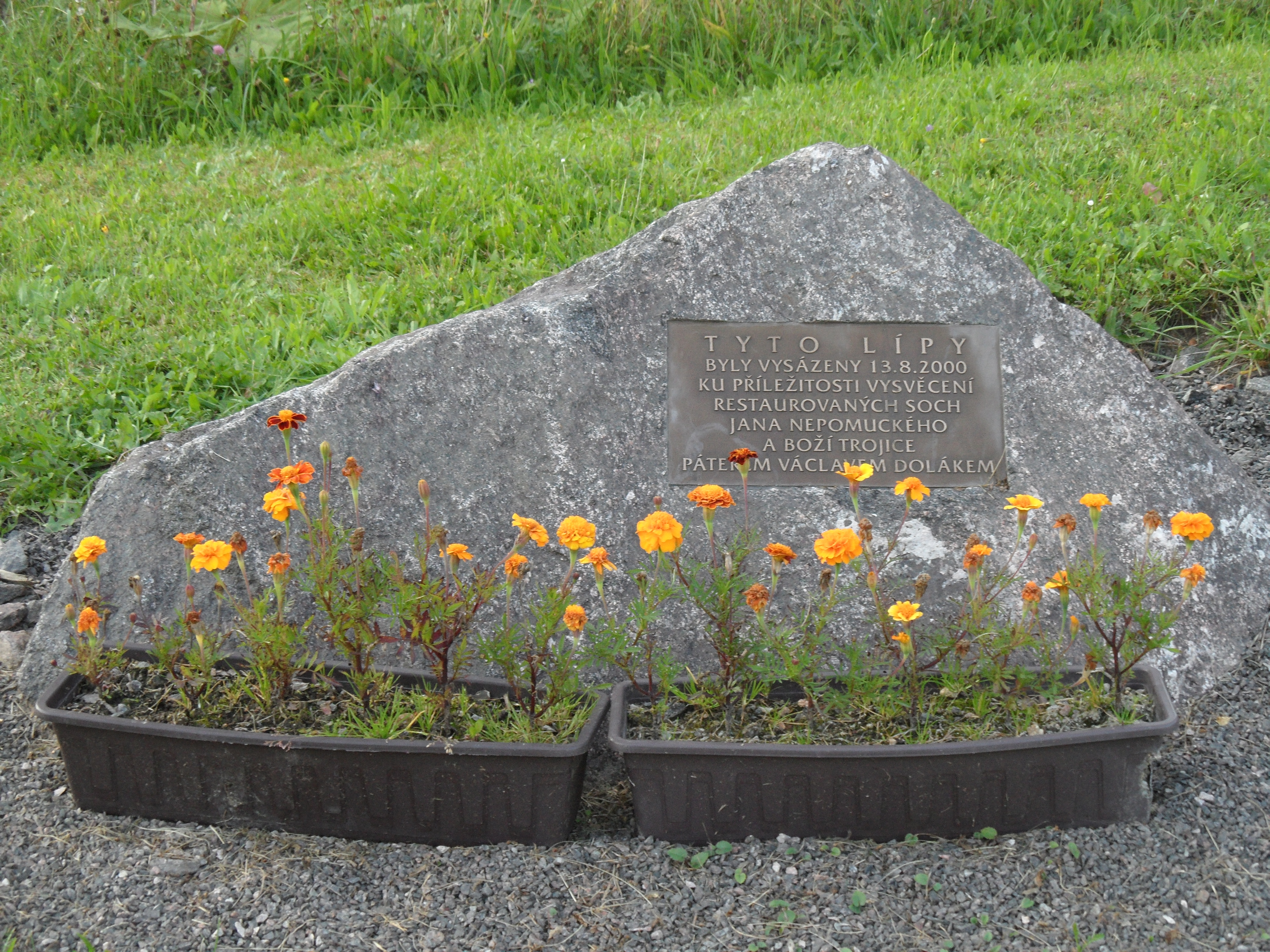
Pamětní deska
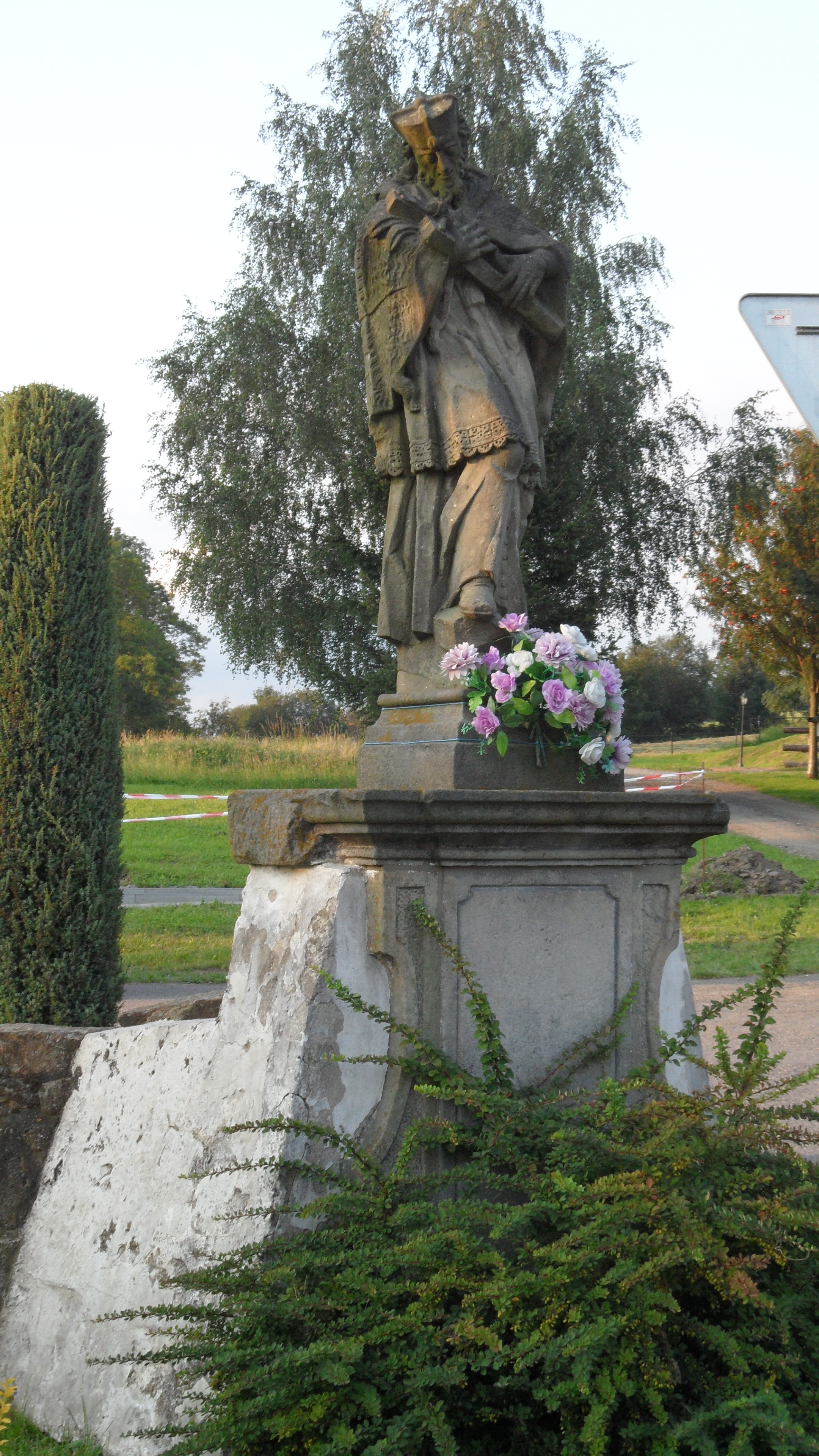
Socha sv. Jana Nepomuckého